# 2000年臺灣
|        | 臺灣歷史 \| 台灣歷史年表 |
| 世纪： | 19世纪臺灣 \| 20世纪臺灣 \| 21世纪臺灣 |
| 年代： | 1970年代臺灣 \| 1980年代臺灣 \| 1990年代臺灣 \| 2000年代臺灣 \| 2010年代臺灣 \| 2020年代臺灣 \| 2030年代臺灣                                           |
| 年份： | 1995年臺灣 \| 1996年臺灣 \| 1997年臺灣 \| 1998年臺灣 \| 1999年臺灣 \| 2000年臺灣 \| 2001年臺灣 \| 2002年臺灣 \| 2003年臺灣 \| 2004年臺灣 \| 2005年臺灣 |
| 纪年： | 庚辰年（龙年）、中華民國89年 |

## 政府

### 國家正副元首

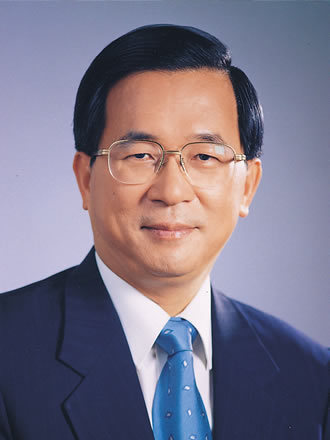
總統：陳水扁
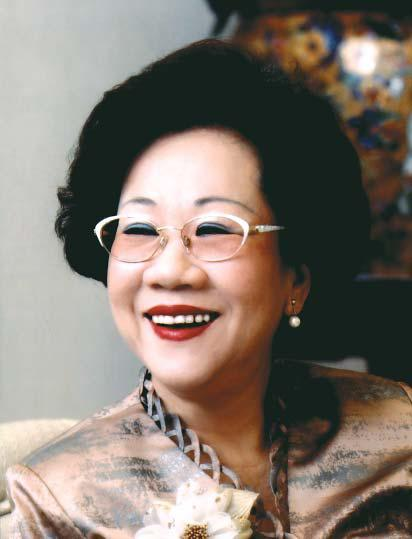
副總統：呂秀蓮

### 五院首長

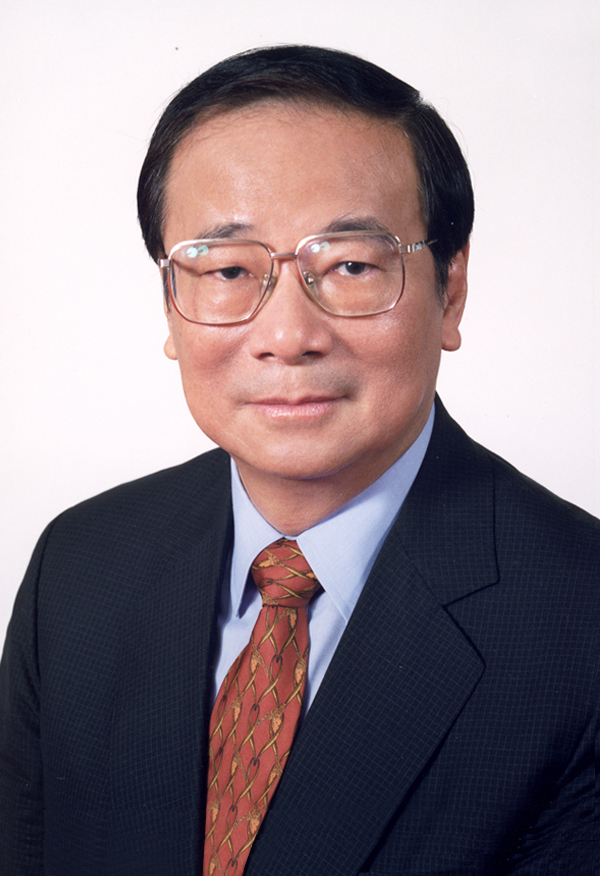
行政院院長：張俊雄
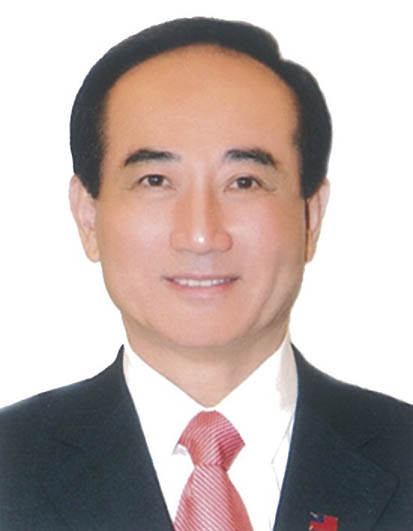
立法院院長：王金平
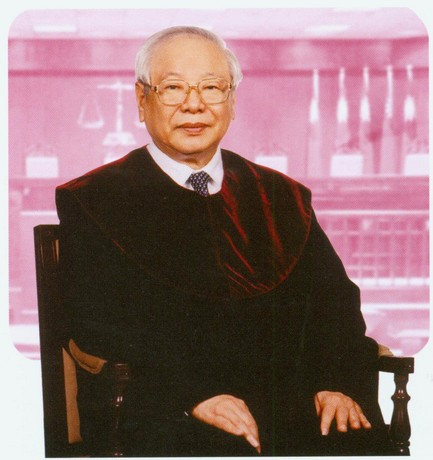
司法院院長：翁岳生
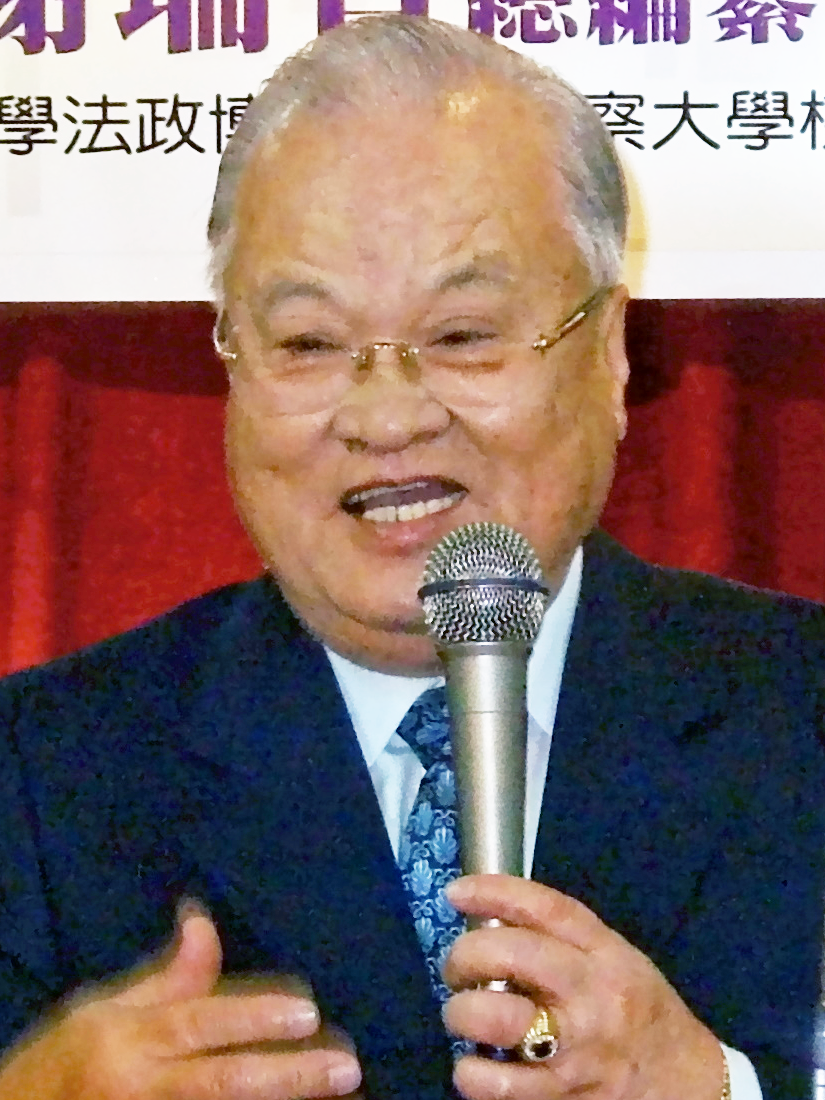
考試院院長：許水德
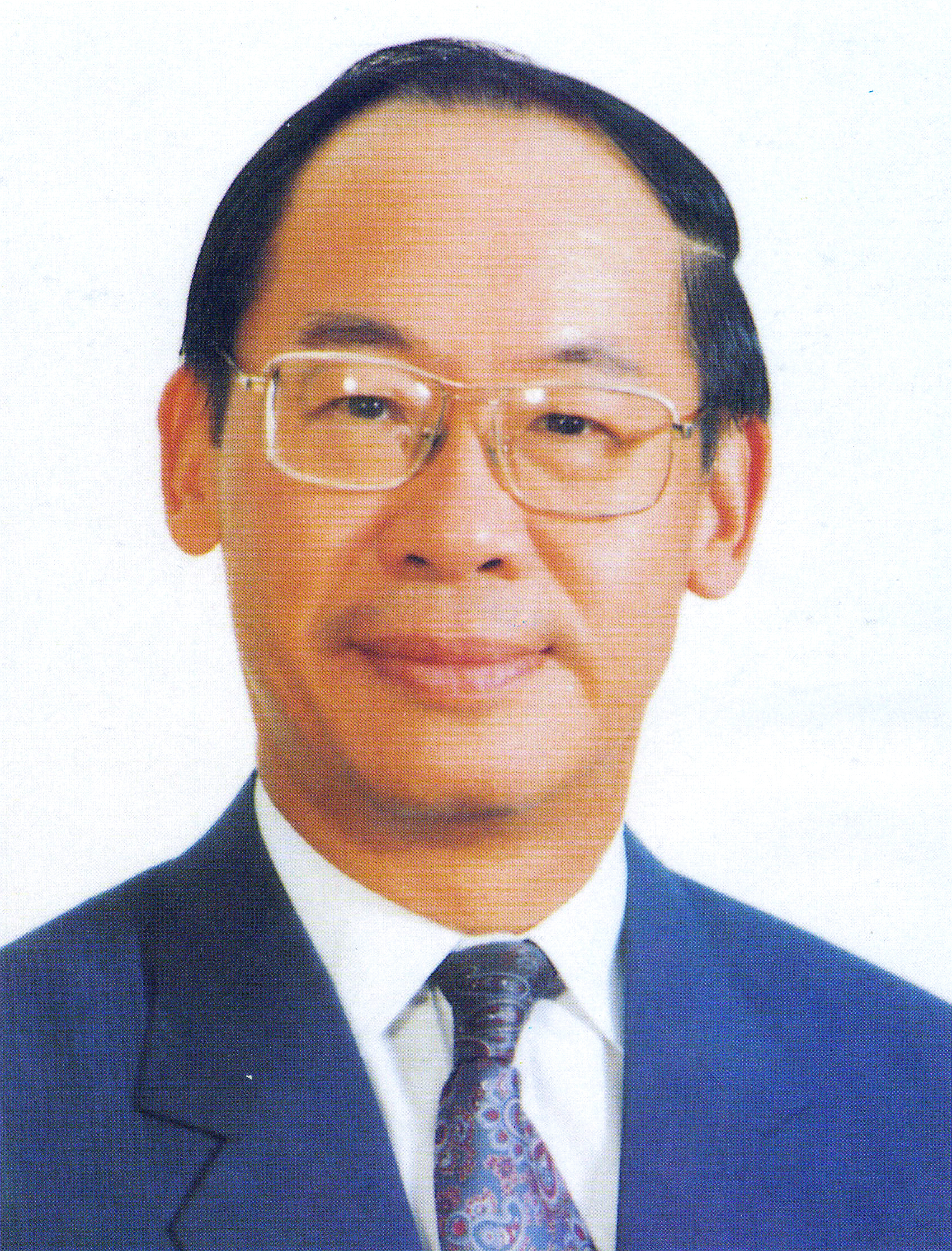
監察院院長：錢復

### 省政府主席

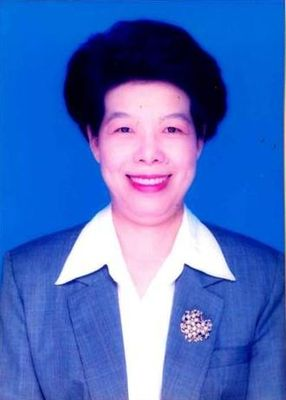
臺灣省政府主席：張博雅
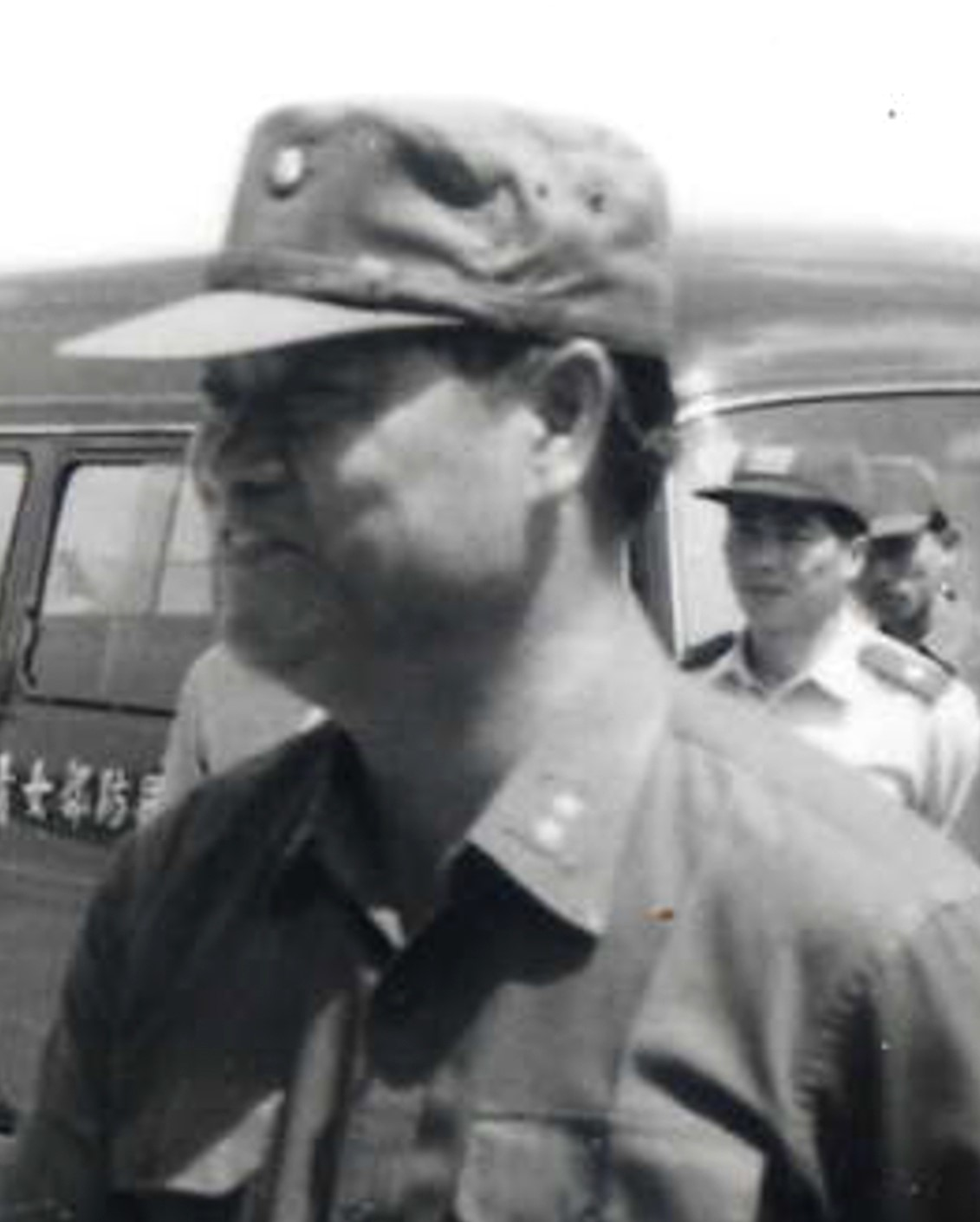
福建省政府主席：顏忠誠

### 成員變動

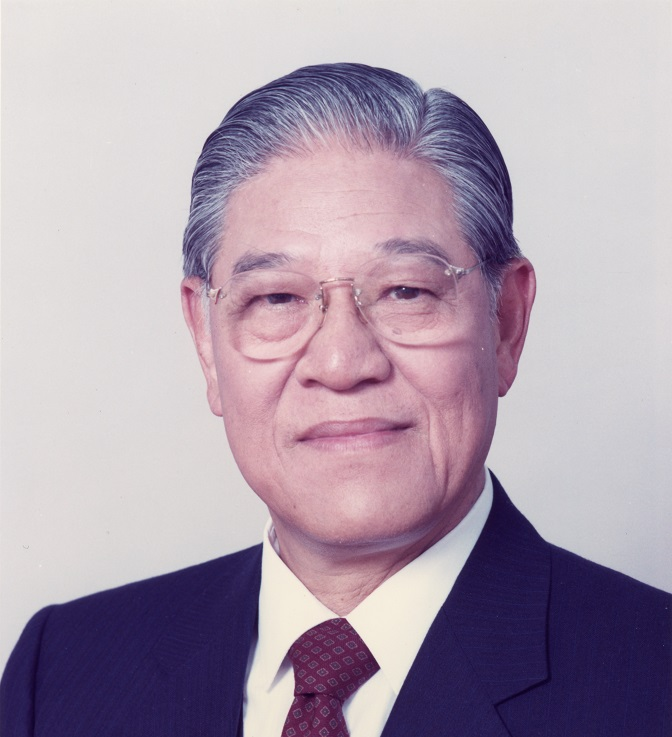
總統：李登輝（任期屆滿）
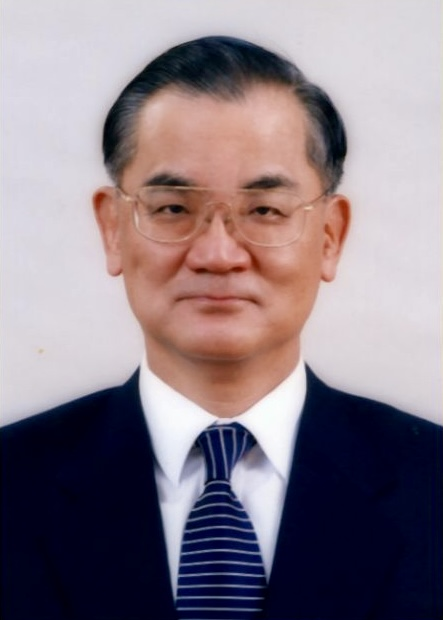
副總統：連戰（任期屆滿）
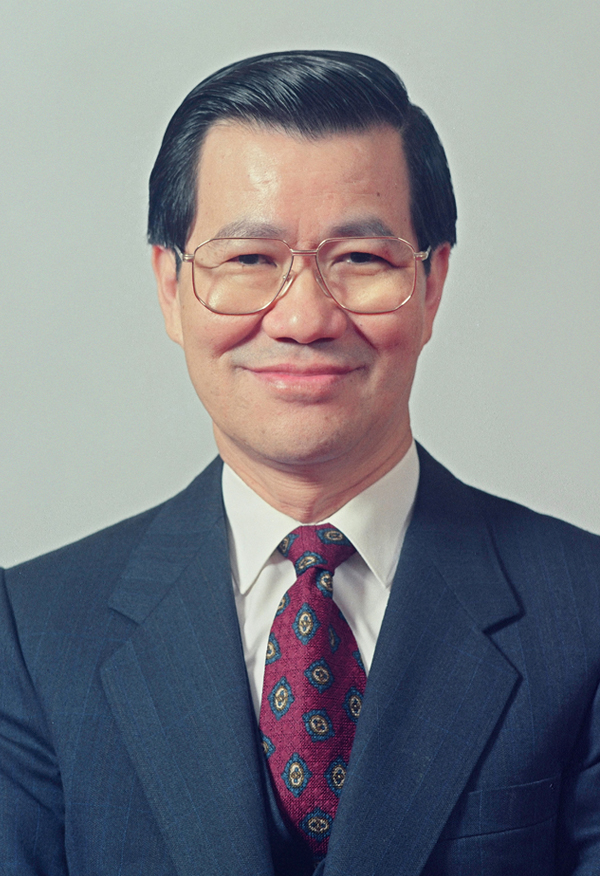
行政院院長：蕭萬長（政黨輪替）
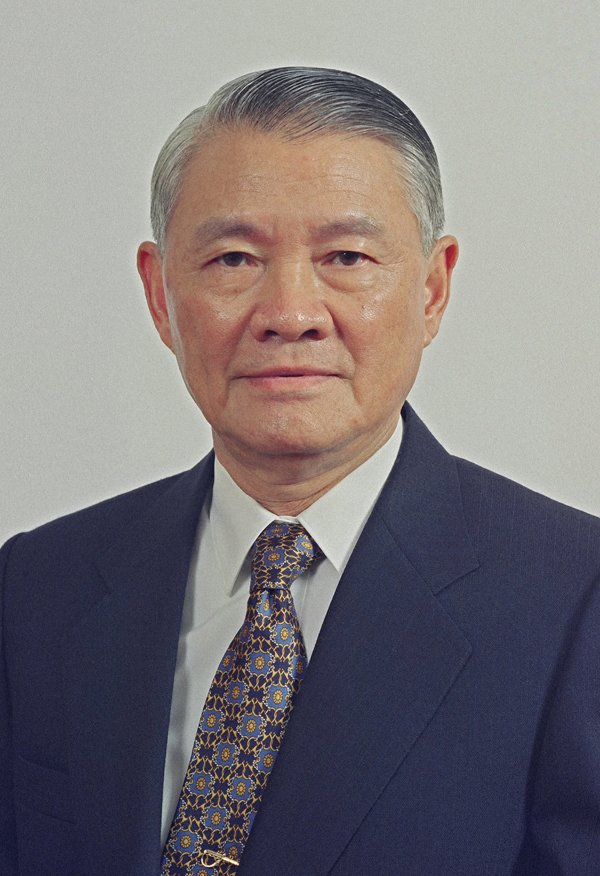
行政院院長：唐飛（內閣總辭）
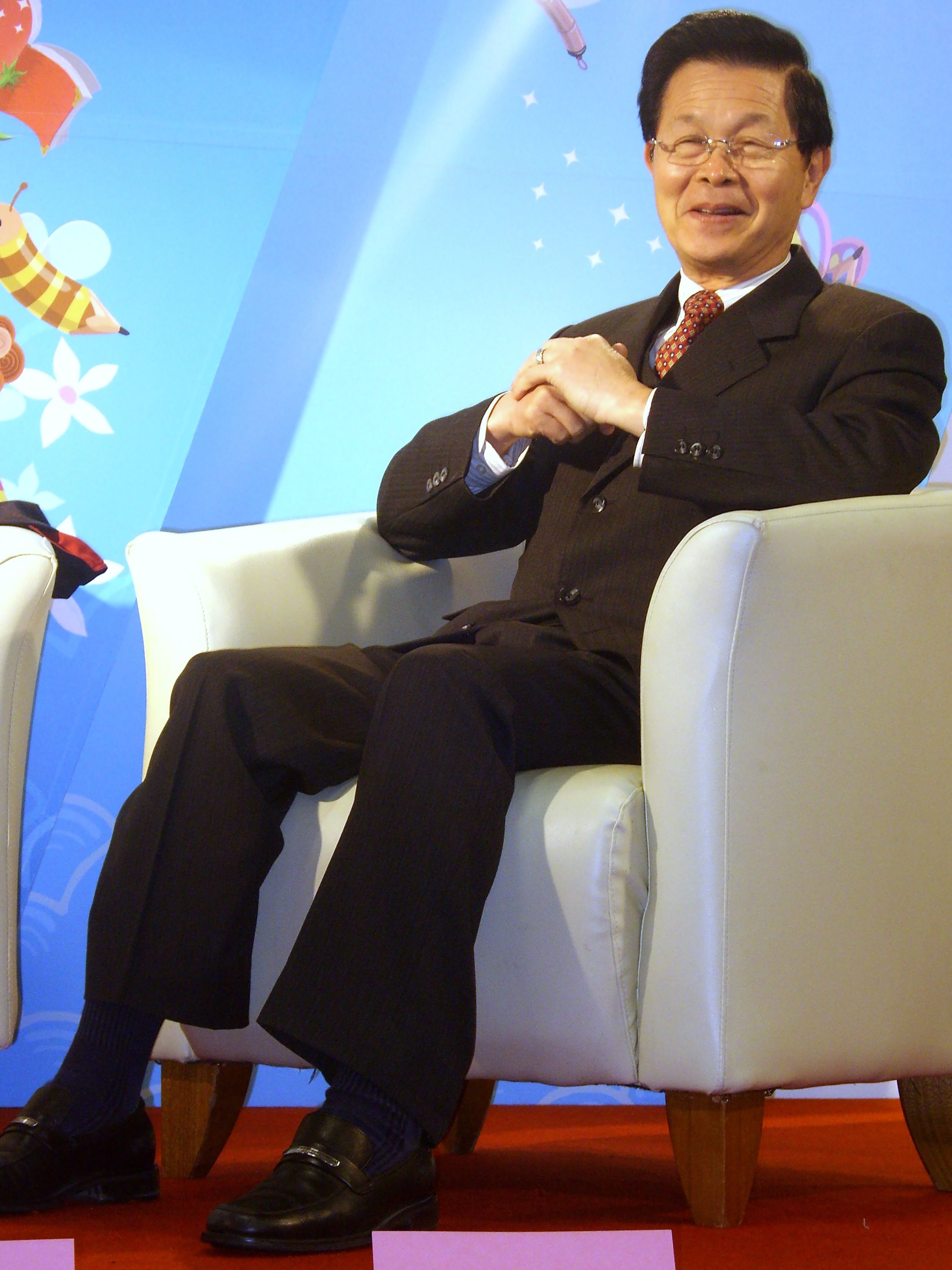
臺灣省政府主席：趙守博（辭職）
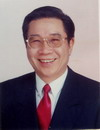
臺灣省政府主席：江清馦（代理結束）

## 大事记
- 3月18日——2000年台灣總統大選，由民進黨籍候選人陳水扁、呂秀蓮以39.3%的得票率當選。
- 5月20日——中華民國第十任正副總統總統陳水扁、呂秀蓮就職，形成台灣史上首次政黨輪替。
- 7月1日——中華民國國軍義務役役期由2年減為1年10個月。
- 7月22日——嘉義縣八掌溪四名工人在眾目睽睽中遭暴漲溪水吞噬。
- 8月22日——颱風碧利斯登陸台灣，是近40年來登陸台灣最強烈的颱風。
- 8月27日——高屏大橋斷裂。
- 8月31日：小南門線隨「西門－中正紀念堂」段正式通車啟用，板橋線「龍山寺－新埔」段也在同日正式通車啟用，與南港線直通運轉，統一名稱為板南線。
- 10月27日——行政院宣布停建核四廠。
- 10月31日——新加坡航空006號班機在象神颱風的狂風暴雨中於中正國際機場墜毀，造成83人死亡、79人受傷。
- 12月20日：板南線「市政府－昆陽」段正式啟用通車，南港機廠也投入調度。

## 出生
参见： 2000年出生
- 1月7日——
  - 劉彥廷：籃球運動員。
  - 戴培峰：棒球捕手。
- 1月8日——曾頌恩：棒球選手。
- 1月13日——魏嘉豪：籃球運動員。
- 1月22日——李家儀：歌手，是在南韓出道並發展的台灣藝人，現為FLAVOR成員。
- 1月24日——陳范柏彥：籃球運動員。
- 1月26日——蔡鎮嶽：籃球運動員。
- 2月5日——雷嘉汭：演員。
- 2月8日——周日騰：籃球運動員。
- 2月9日——黃鉉閔：籃球運動員。
- 2月10日——林煒傑：演員。
- 2月11日——
  - 陳毅：作家、導演。
  - 張景淯：旅美棒球選手。
- 2月12日——林永旭：演員。
- 2月14日——陳孝承：羽球選手。
- 2月15日——劉晉瑋：演員。
- 2月24日——周承睿：籃球運動員。
- 2月29日——鄭育沛：羽球選手。
- 3月1日——羅培儀：籃球運動員。
- 3月9日——謝沐昕：冰球運動員。
- 3月22日——彭林煒：俯式冰橇運動員。
- 3月24日——黃子涵：籃球運動員。
- 3月27日——陳佳樺：花式撞球選手。
- 3月30日——張育陞：排球運動員。
- 3月31日——蘇力瑋：羽球選手。
- 4月10日——陳品瑄：歌手、舞者。
- 4月20日——陳俊男：籃球運動員。
- 5月8日——王君豪：歌手，是在日本出道並發展的台灣藝人，現為BUGVEL成員。
- 5月9日——楊誠：演員。
- 5月11日——林昱堂：田徑運動員，是打破1993年男子紀錄的跳遠選手，以8.4公尺刷掉8.34公尺。
- 5月12日——林子洧：籃球運動員。
- 5月18日——胡冠俞：棒球選手。
- 5月19日——林煜傑：羽球選手。
- 5月20日——黃映瑄：羽球選手。
- 5月23日——姚雨翔：棒球選手。
- 5月26日——陳鈺安：籃球運動員。
- 5月30日——許傑銘：歌手，是ALL IN 5成員之一。
- 6月1日——李明修：籃球運動員。
- 6月2日——譚傑龍：籃球運動員。
- 6月4日——陳正毅：棒球選手。
- 6月13日——賴ki：爆紅素人，因投擲九宮格的動作而爆紅。
- 6月20日——
  - 紀欣妤，台灣童星，女子團體A'N'D成員
  - 艾莉兒：歌手、演員，是紀欣伶之姊，為A'N'D成員之一。
- 6月22日——楊淳弼：棒球選手。
- 6月29日——汪政緯：演員。
- 6月30日——呂允：歌手。
- 7月4日——江坤宇：棒球選手。
- 7月7日——賴俊廷：籃球運動員。
- 7月8日——陳詩穎：演員。
- 7月11日——邱丹：棒球選手。
- 7月15日——徐詩涵：籃球運動員。
- 7月22日——林靖凱：棒球選手。
- 7月25日——林正：籃球運動員。
- 7月27日——梁家溦：羽球選手。
- 8月8日——
  - 蔡永淳：電影中文配唱。
  - 李丞齡：棒球選手。
- 8月9日——陳姸霏：演員。
- 8月11日——梁詠荃：演員。
- 8月12日——傅顯濬：演員，是傅珮慈之弟。
- 8月13日——
  - 范柏絜：棒球選手。
  - 陳力行：籃球運動員。
- 8月18日——李欣穎：棒球選手。
- 8月20日——魏泰陞：田徑運動員。
- 8月21日——李允傑：籃球運動員。
- 8月29日——王奕凱：棒球選手。
- 8月30日——黃沁瑜：籃球運動員。
- 8月31日——陳雅彤：籃球運動員。
- 9月2日——張兆辰：籃球運動員。
- 9月12日——許嘉維：田徑運動員。
- 9月13日——
  - 蔡紘揚：籃球運動員。
  - 盧浩華：田徑運動員。
- 9月14日——李承禎：棒球選手。
- 9月17日——何逸龍：棒球選手。
- 9月20日——李吟娸：籃球運動員。
- 9月21日——楊家佳：籃球運動員。
- 9月27日——
  - 安那：歌手。
  - 鄧淳薫：羽球選手。
- 9月28日——喬楚瑜：籃球運動員。
- 10月1日——林思雲：羽球選手。
- 10月2日——梁恩碩：網球選手。
- 10月3日——陳立農：歌手、演員，是NINE PERCENT成員之一。
- 10月5日——李芷婷：歌手。
- 10月10日——揚揚：歌手，是在中國大陸出道並發展的台灣藝人，現為WayV成員。
- 10月18日——林煥鈞：歌手、演員，是Ozone成員之一。
- 10月19日——莊昕諺：棒球選手。
- 10月20日——李子晴：羽球選手。
- 10月22日——林彥廷：籃球運動員。
- 10月23日——
  - 林裕城：歌手，是ALL IN 5成員之一。
  - 丁冠皓：籃球運動員。
  - 高錦瑋：籃球運動員。
- 10月25日——李沛澄：籃球運動員。
- 10月27日——陳聖平：旅美棒球選手。
- 10月30日——林奕豪：棒球選手。
- 11月1日——徐若熙：棒球選手。
- 11月3日——劉基鴻：棒球選手。
- 11月5日——巧函：啦啦隊員，是Rakuten Girls成員之一。
- 11月8日——蕭柏頤：棒球選手。
- 11月9日——王承渲：練習生，是青春有你第二季未出道的藝人。
- 11月19日——
  - 林廷憶：演員。
  - 王翊帆：籃球運動員。
- 11月26日——邱智呈：棒球選手。
- 12月1日——王晟霖：籃球運動員。
- 12月11日——吳霏：歌手。
- 12月19日——涂亦含：籃球運動員。
- 12月21日——姜典：演員。
- 12月27日，吳兆絃，台灣女歌手

## 逝世
- 1月3日——陳夏雨，台灣雕塑家。
- 2月20日——郭啟彰，台灣水產養殖業者，是將莫三比克口孵非鯽引進而命名「吳郭魚」的業者。
- 3月4日——吳大猷，前中央研究院院長。（1907年出生）
- 3月7日——李瑞麟，台灣棒球教練。（1949年出生）
- 6月24日——林東陞，臺語電影編劇、製片人。（1920年出生）
- 7月26日——凃麗生，第四屆臺灣省議員、小說家、教育界人士。（1925年出生）
- 7月30日——葛小寶，台灣電影演員。
- 8月1日——鄭太吉，台灣政治人物，因犯下鍾源峰命案遭槍決。（1959年出生）
- 9月9日——郭益全，台灣農學家。
- 10月4日——俞國華，前行政院長。（1914年出生）
- 11月14日——姚慶章，台灣畫家。
- 11月27日——劉鼎漢，台灣軍事人物。
- 12月15日——江鵬堅，台灣政治人物，民進黨創黨主席。（1940年出生）
- 12月15日——蔣光超，台灣電影演員。